# ポールモール

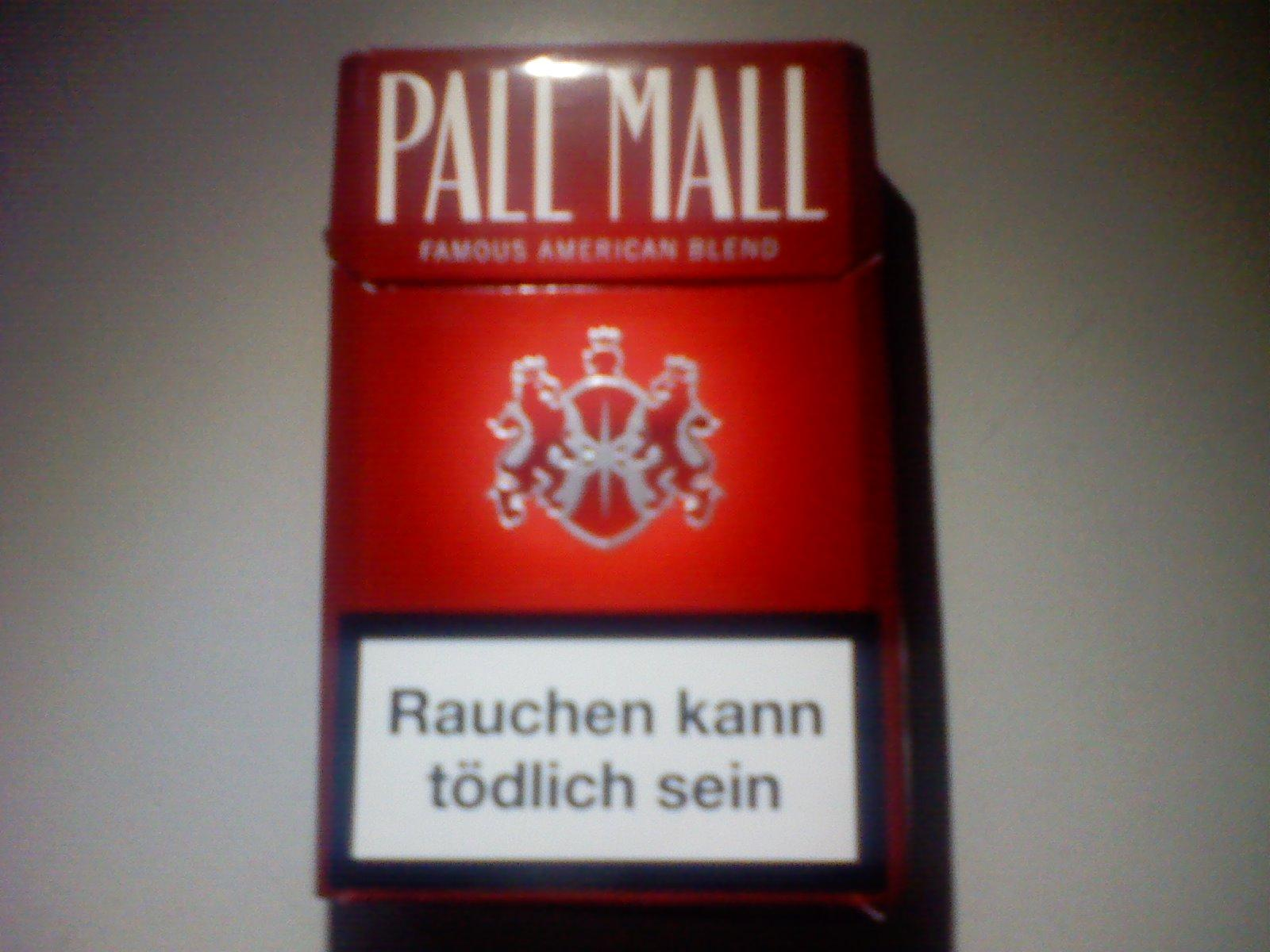
オーストリアのポールモール・レッド

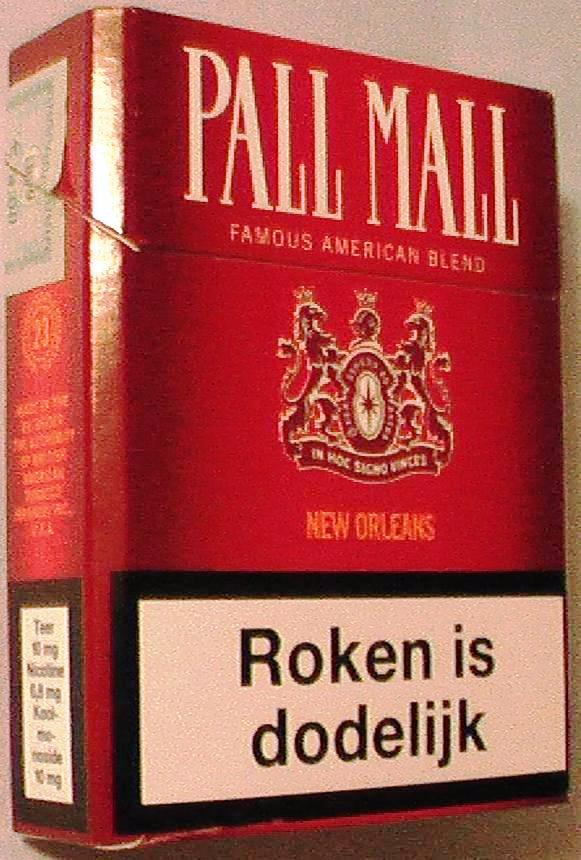
オランダのポールモール・ニューオーリンズ

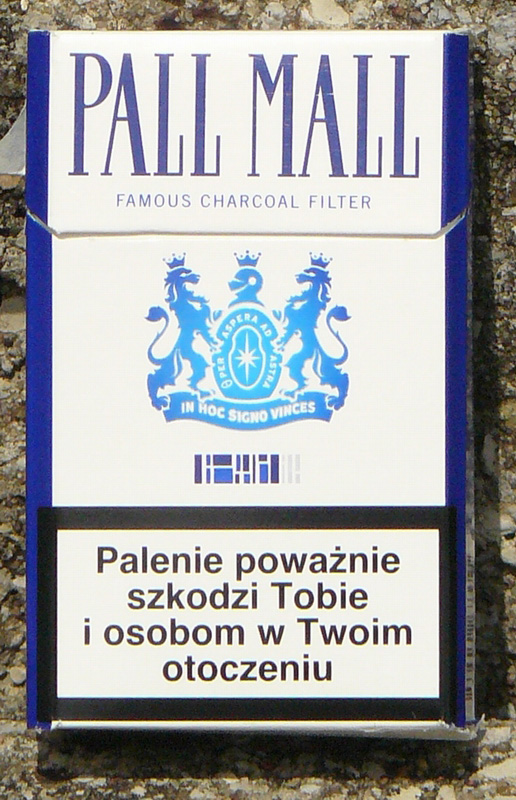
ポーランドのポールモール・ブルー

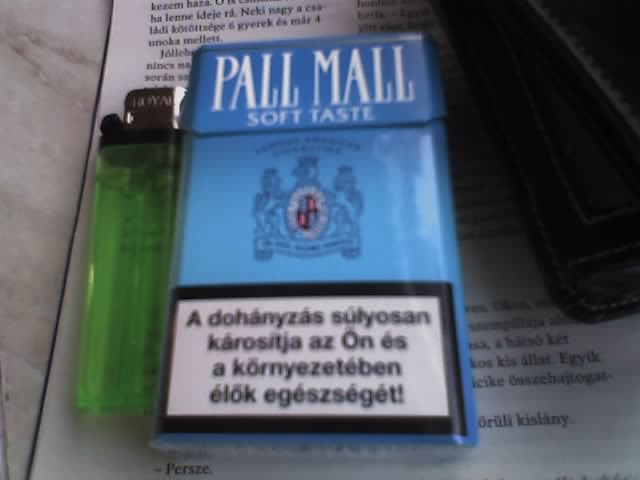
ハンガリーのポールモール・ソフト・テイスト（現在は上のオーストリアと同様のデザイン）

ポールモール（PALL MALL）は、ブリティッシュ・アメリカン・タバコ社が生産・販売するタバコのブランドのひとつ。
1899年、イギリスのブラック・バトラー・カンパニーが販売を開始した。「ポールモール」はアメリカ風の発音であり、イギリスではペルメルと発音する。名前の由来は「ペルメル」というイギリスの古いスポーツ。1907年、ポールモールはアメリカ合衆国のアメリカン・タバコ・カンパニーの手に渡った。
1994年には、ポールモールはラッキーストライクと共に、ブラウン・アンド・ウィリアムソンに売却された。2001年、同社はR.J.レイノルズ・タバコ・カンパニーと合併し、ポールモールはアメリカ合衆国ではR.J.レイノルズ・タバコの、それ以外ではグループ親会社であるブリティッシュ・アメリカン・タバコのブランドとなった。
日本では一度販売が終了したが、2005年より再発売されている。2011年5月に製品の大幅なリニューアル（生産工場のマレーシアへの変更、タール・ニコチン量の変更、パッケージ・フィルターのデザインの変更）がなされた。2013年11月には再びパッケージとフィルターのデザインが変更された。
2018年7月下旬以降、販売中の全3銘柄についてメーカー在庫が無くなり次第販売終了となる事がアナウンスされた。2019年1月下旬頃にメーカー在庫がなくなる見込みである。